# Waterville (Minnesota)
Waterville es una ciudad ubicada en el condado de Le Sueur en el estado estadounidense de Minnesota. En el Censo de 2010 tenía una población de 1868 habitantes y una densidad poblacional de 309,28 personas por km².

## Geografía
Waterville se encuentra ubicada en las coordenadas 44°13′19″N 93°34′21″O / 44.22194, -93.57250. Según la Oficina del Censo de los Estados Unidos, Waterville tiene una superficie total de 6.04 km², de la cual 4.4 km² corresponden a tierra firme y (27.23%) 1.64 km² es agua.

## Demografía
Según el censo de 2010, había 1868 personas residiendo en Waterville. La densidad de población era de 309,28 hab./km². De los 1868 habitantes, Waterville estaba compuesto por el 96.9% blancos, el 0.37% eran afroamericanos, el 1.02% eran amerindios, el 0.27% eran asiáticos, el 0% eran isleños del Pacífico, el 0.21% eran de otras razas y el 1.23% pertenecían a dos o más razas. Del total de la población el 1.77% eran hispanos o latinos de cualquier raza.